# Libby Ludlow
Libby Ludlow (Bellevue, 26 agosto 1981) è un'ex sciatrice alpina statunitense.

## Biografia

### Stagioni 1997-2003
La Ludlow debuttò nel Circo bianco disputando la discesa libera di Nor-Am Cup del 13 dicembre 1996 a Big Mountain, classificandosi 23ª. Un anno dopo, il 12 dicembre 1997, colse a Lake Louise nella medesima specialità il suo primo podio nel circuito continentale nordamericano (3ª). 	
Esordì in Coppa Europa il 7 gennaio 1998 a Tignes in supergigante, senza completare la gara, e in Coppa del Mondo il 4 dicembre 1998 nel supergigante di Mammoth Mountain, dove fu 63ª. I primi punti nel circuito giunsero quattro anni dopo quando, il 29 novembre 2002, arrivò 29ª nel supergigante di Aspen. Pochi giorni dopo, il 12 dicembre, nella stessa località e nella stessa specialità ottenne la sua prima vittoria in Nor-Am Cup. Fu quindi convocata per i Campionati mondiali di Sankt Moritz 2003, dove fu 23ª nella discesa libera; poco dopo colse i suoi unici podi in Coppa Europa in carriera, entrambi secondi posti in supergigante, il 14 febbraio a Maribor e il 21 febbraio a Tarvisio.

### Stagioni 2004-2008
La carriera della Ludlow fu caratterizzata da alcuni infortuni che le impedirono di competere ai massimi livelli. Nel corso degli anni in Coppa del Mondo giunse tre volte nelle prime dieci (sempre in supergigante), conquistando, come miglior risultato, il 7º posto a Bad Kleinkirchheim il 15 gennaio 2006. Fu convocata per i XX Giochi olimpici invernali di Torino 2006, dove giunse 28ª nella prova di supergigante, e per i Mondiali di Åre 2007, dove fu 9ª nel supergigante e 29ª nello slalom gigante. Il 17 marzo 2007 a Panorama ottenne in slalom gigante la sua ultima vittoria, nonché ultimo podio, in Nor-Am Cup.
Si ritirò dall'attività agonistica nel 2008; la sua ultima gara di Coppa del Mondo fu la discesa libera di Whistler del 22 febbraio, chiusa al 44º posto, e l'ultima gara in carriera lo slalom gigante dei Campionati statunitensi 2008, il 26 marzo a Sugarloaf, dove vinse la medaglia di bronzo.

## Palmarès

### Coppa del Mondo
- Miglior piazzamento in classifica generale: 43ª nel 2006

### Coppa Europa
- Miglior piazzamento in classifica generale: 35ª nel 2003
- 2 podi:
  - 2 secondi posti

### Nor-Am Cup
- Miglior piazzamento in classifica generale: 14ª nel 2002
- 8 podi:
  - 2 vittorie
  - 2 secondi posti
  - 4 terzi posti

#### Nor-Am Cup - vittorie
| Data            | Località | Paese       | Specialità |
| --------------- | -------- | ----------- | ---------- |
| 2 dicembre 2002 | Aspen    | Stati Uniti | SG         |
| 17 marzo 2007   | Panorama | Canada      | GS         |

Legenda:

SG = supergigante

GS = slalom gigante

### South American Cup
- Miglior piazzamento in classifica generale: 3ª nel 2001
- Vincitrice della classifica di discesa libera nel 2001
- 3 podi:
  - 1 vittoria
  - 1 secondo posto
  - 1 terzo posto

#### South American Cup - vittorie
| Data           | Località | Paese | Specialità |
| -------------- | -------- | ----- | ---------- |
| 31 agosto 2000 | Portillo | Cile  | DH         |

Legenda:

DH = discesa libera

### Campionati statunitensi
- 4 medaglie[1]:
  - 1 oro (slalom gigante nel 2004)
  - 3 bronzi (discesa libera, supergigante nel 2004; slalom gigante nel 2008)